# Попович Віталій Іванович (журналіст)
Віта́лій Іва́нович Попо́вич (нар. 23 травня 1975, м. Тернопіль) — український редактор, журналіст, футбольний статистик, діяч спорту. Головний редактор тернопільської газети «Номер один».

## Життєпис

### Освіта
Закінчив Тернопільський радіотехнікум (1994, нині Технічний коледж) Тернопільського технічного університету (1999, нині ТНТУ).

### Робота
Працював електромеханіком у ДП «Тернопільліфт».
У 2003—2005 — головний редактор додатку до газети «Репортер» — «Світ футболу», 2006 — заступник головного редактора газети «Репортер», від серпня 2006 — головний редактор інтернет-газети «Репортер»; від грудня 2006 — заступник головного редактора, від квітня 2007 — головний редактор газети «Номер один».

### У спорті
Від 2004 — президент Тернопільської районної громадської організації «Клуб любителів футболу „Репортер — Колос“» (село Домаморич Тернопільського району), у 2005—2009 — очолював федерацію футболу Тернопільського району.
Близько десяти років виступав за різні любительські команди Тернопільського району, був капітаном команди «Репортер», яка три роки виступала в чемпіонаті Тернополя.
Граючий головний тренер команди «Кореспондент», яка виступала в чемпіонаті міста Тернополя з футзалу сезону 2010 року і виступає у щорічному «Кубку преси» пам'яті Володимира Кузика.

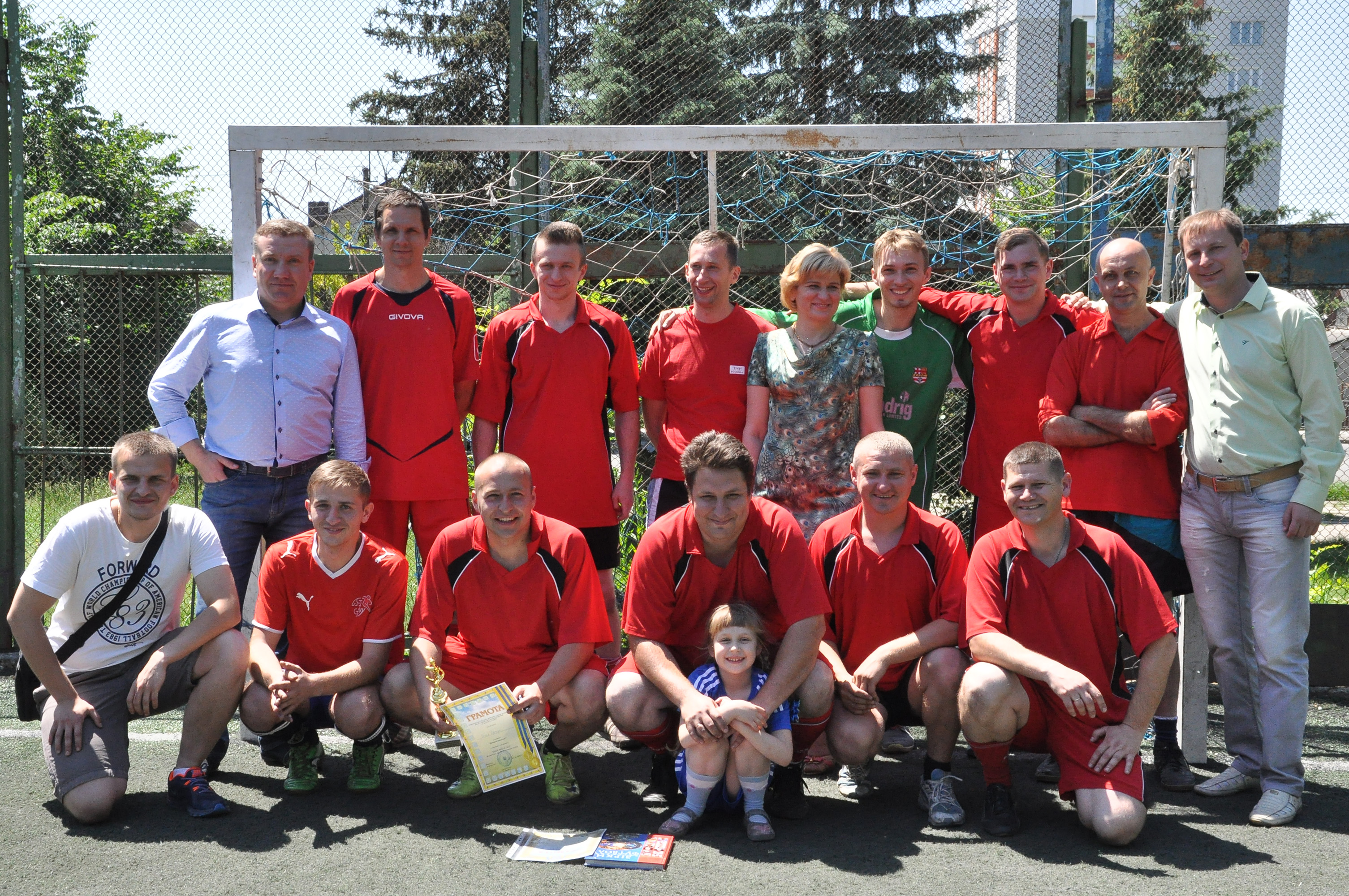
Команда журналістів Тернополя «Кореспондент»
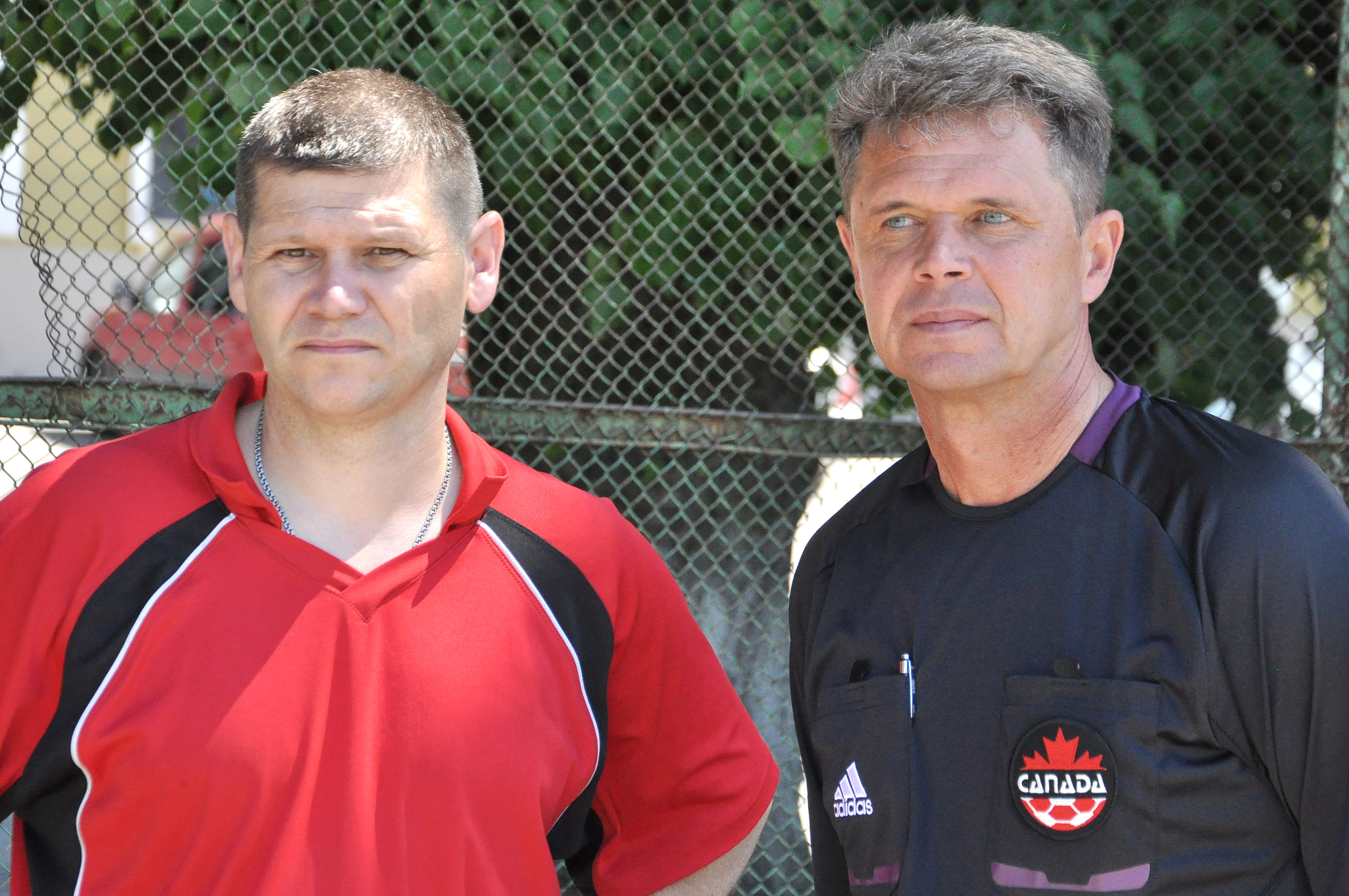
Віталій Попович і тернопільський арбітр Ігор Бокій
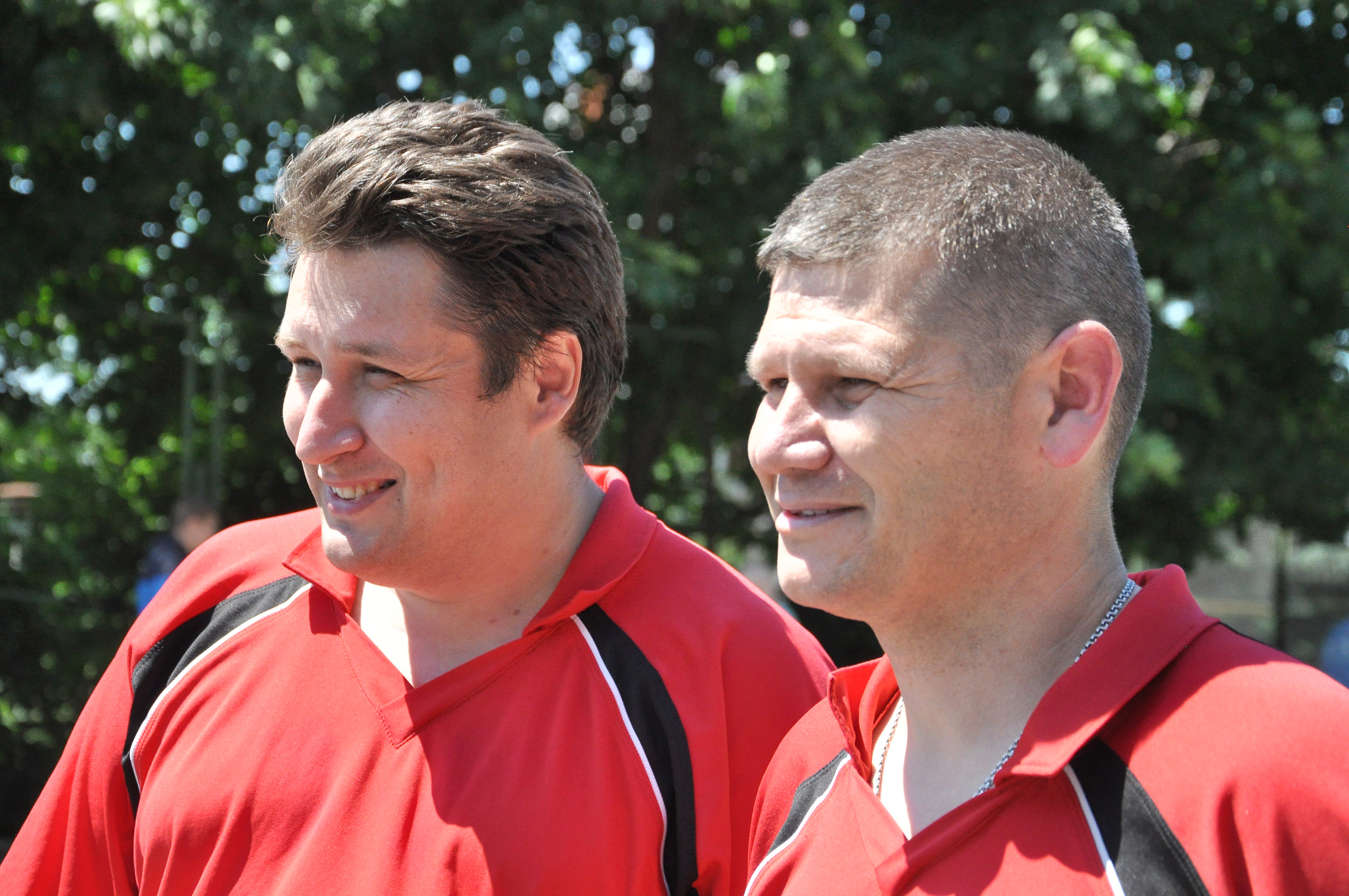
Тернопільські журналісти, гравці «Кореспондента» Денис Лучка та Віталій Попович

### У політиці
Балотувався до Верховної Ради України на виборах 2006 року під № 225 у списку Партії регіонів.

### Сім'я
Одружений, дружина Тетяна, виховує двох синів, Владислава та Романа.

## Доробок
Цікавиться історією футболу. Співавтор книги
- «Ниві — 30. Сторінки історії» (2009, разом із футбольним статистиком Віктором Зарванським).